# Europees kampioenschap voetbal vrouwen onder 19 - 2012 (kwalificatie)
De kwalificatierondes voor het Europees kampioenschap voetbal vrouwen onder 19 - 2012 bepaalden welke zeven teams zich bij gastland Turkije voegden voor het hoofdtoernooi.

## Eerste kwalificatieronde
40 landen werden in 10 groepen van 4 teams verdeeld. De wedstrijden in de eerste kwalificatieronden werden gespeeld tussen 17 september 2011 en 22 september 2011. De nummers één en twee alsook de beste nummer drie gingen door naar de volgende kwalificatieronde. Engeland, Frankrijk en Duitsland kregen een bye voor deze ronde.
N.B. alle tijden zijn in MET.

### Groep 1
| Land      | Wedstrijden | Wedstrijden | Wedstrijden | Wedstrijden | Doelpunten | Doelpunten | Doelpunten | Punten |
| --------- | ----------- | ----------- | ----------- | ----------- | ---------- | ---------- | ---------- | ------ |
| Land      | G           | W           | G           | V           | V          | T          | Saldo      | Punten |
| Noorwegen | 3           | 3           | 0           | 0           | 20         | 3          | +17        | 9      |
| Nederland | 3           | 2           | 0           | 1           | 10         | 5          | +5         | 6      |
| Kroatië   | 3           | 1           | 0           | 2           | 3          | 12         | -9         | 3      |
| Bulgarije | 3           | 0           | 0           | 3           | 0          | 13         | -13        | 0      |

|                         |                                                                          |       |           |                                                              |
| 17 september 2011 16:00 | Noorwegen                                                                | 9 - 0 | Bulgarije | Georgi Benkovski, Teteven Scheidsrechter: Leen Martens (BEL) |
| 17 september 2011 16:00 | Hansen 13', 62' Knudsen 19' Hegerberg 31', 73' Reiten 54', 55', 70', 74' |       |           | Georgi Benkovski, Teteven Scheidsrechter: Leen Martens (BEL) |

|                         |                                         |       |           |                                                    |
| 17 september 2011 16:00 | Nederland                               | 5 - 1 | Kroatië   | Lokomotiv, Mezdra Scheidsrechter: Ginta Pece (LVA) |
| 17 september 2011 16:00 | Bakker 9', 52', 65', 73' Westervelt 37' |       | 43' Šalek | Lokomotiv, Mezdra Scheidsrechter: Ginta Pece (LVA) |

|                         | |       |             |                                                            |
| 19 september 2011 16:00 | Noorwegen                                                                                          | 7 - 1 | Kroatië     | Georgi Benkovski, Teteven Scheidsrechter: Ginta Pece (LVA) |
| 19 september 2011 16:00 | Voltervik 12' Berget 16' Hegerberg 34' (pen.), 75' Laslavić 79' (e.d.) Sandtrøen 82' Birkeland 85' |       | 70' Kotarac | Georgi Benkovski, Teteven Scheidsrechter: Ginta Pece (LVA) |

|                         |           |                               |           |                                                            |
| 19 september 2011 16:00 | Bulgarije | 0 - 3                         | Nederland | Lokomotiv, Mezdra Scheidsrechter: Stéphanie Frappart (FRA) |
| 19 september 2011 16:00 |           | 49' Lardinois 80', 81' Bakker |           | Lokomotiv, Mezdra Scheidsrechter: Stéphanie Frappart (FRA) |

|                         |                           |       |                                             |                                                      |
| 22 september 2011 16:00 | Nederland                 | 2 - 4 | Noorwegen                                   | Lokomotiv, Mezdra Scheidsrechter: Leen Martens (BEL) |
| 22 september 2011 16:00 | Van Dongen 54' Bakker 77' |       | 24', 85' (pen.), 90+2' Hegerberg 87' Reiten | Lokomotiv, Mezdra Scheidsrechter: Leen Martens (BEL) |

|                         |           |       |           |                                                                    |
| 22 september 2011 16:00 | Kroatië   | 1 - 0 | Bulgarije | Georgi Benkovski, Teteven Scheidsrechter: Stéphanie Frappart (FRA) |
| 22 september 2011 16:00 | Šalek 18' |       |           | Georgi Benkovski, Teteven Scheidsrechter: Stéphanie Frappart (FRA) |

### Groep 2
| Land      | Wedstrijden | Wedstrijden | Wedstrijden | Wedstrijden | Doelpunten | Doelpunten | Doelpunten | Punten |
| --------- | ----------- | ----------- | ----------- | ----------- | ---------- | ---------- | ---------- | ------ |
| Land      | G           | W           | G           | V           | V          | T          | Saldo      | Punten |
| Ierland   | 3           | 3           | 0           | 0           | 12         | 1          | +11        | 9      |
| Portugal  | 3           | 1           | 1           | 1           | 4          | 4          | 0          | 4      |
| Hongarije | 3           | 1           | 1           | 1           | 4          | 9          | -5         | 4      |
| Israël    | 3           | 0           | 0           | 3           | 1          | 7          | -6         | 0      |

|                         |                 |       |        |                                                                                    |
| 17 september 2011 17:00 | Hongarije       | 1 - 0 | Israël | Municipal Stadium, Oliveira do Bairro Scheidsrechter: Anastasia Pustovoitova (RUS) |
| 17 september 2011 17:00 | Beke 88' (pen.) |       |        | Municipal Stadium, Oliveira do Bairro Scheidsrechter: Anastasia Pustovoitova (RUS) |

|                         |            |       |          |                                                                |
| 17 september 2011 19:00 | Ierland    | 1 - 0 | Portugal | Dr. Américo Couto, Mealhada Scheidsrechter: Sara Persson (SWE) |
| 17 september 2011 19:00 | Gilroy 71' |       |          | Dr. Américo Couto, Mealhada Scheidsrechter: Sara Persson (SWE) |

|                         |                            |       |                                                     |                                                           |
| 19 september 2011 17:00 | Israël                     | 1 - 5 | Ierland                                             | De Anadia, Anadia Scheidsrechter: Eleni Lampadariou (GRE) |
| 19 september 2011 17:00 | Tsvetkov 65' 24', 84' Been |       | 13' Shine 22' Gorman 38', 81' Killeen 90+3' Jarrett | De Anadia, Anadia Scheidsrechter: Eleni Lampadariou (GRE) |

|                         |                                 |       |                                    |                                                                |
| 19 september 2011 19:00 | Hongarije                       | 3 - 3 | Portugal                           | Dr. Américo Couto, Mealhada Scheidsrechter: Sara Persson (SWE) |
| 19 september 2011 19:00 | Szabó 2' Csiszár 10' Tóth 45+3' |       | 39' Rodrigues 51' Mendes 86' Silva | Dr. Américo Couto, Mealhada Scheidsrechter: Sara Persson (SWE) |

|                         |                                                             |       |           |                                                                    |
| 22 september 2011 19:00 | Ierland                                                     | 6 - 0 | Hongarije | Training Center, Luso Scheidsrechter: Anastasia Pustovoitova (RUS) |
| 22 september 2011 19:00 | Gilroy 11', 24' Grant 18' Killeen 31' Gorman 59' Murphy 70' |       |           | Training Center, Luso Scheidsrechter: Anastasia Pustovoitova (RUS) |

|                         |           |       |        |                                                           |
| 22 september 2011 19:00 | Portugal  | 1 - 0 | Israël | Municipal, Águeda Scheidsrechter: Eleni Lampadariou (GRE) |
| 22 september 2011 19:00 | Gomes 21' |       |        | Municipal, Águeda Scheidsrechter: Eleni Lampadariou (GRE) |

### Groep 3
| Land     | Wedstrijden | Wedstrijden | Wedstrijden | Wedstrijden | Doelpunten | Doelpunten | Doelpunten | Punten |
| -------- | ----------- | ----------- | ----------- | ----------- | ---------- | ---------- | ---------- | ------ |
| Land     | G           | W           | G           | V           | V          | T          | Saldo      | Punten |
| Tsjechië | 3           | 3           | 0           | 0           | 11         | 2          | +9         | 9      |
| Polen    | 3           | 2           | 0           | 1           | 9          | 3          | +6         | 6      |
| Estland  | 3           | 0           | 1           | 2           | 6          | 13         | -7         | 1      |
| Cyprus   | 3           | 0           | 1           | 2           | 4          | 12         | -8         | 1      |

|                         |                                                         |       |             |                                                              |
| 17 september 2011 16:00 | Tsjechië                                                | 4 - 1 | Cyprus      | Rakvere, Rakvere Scheidsrechter: Donka Jeleva-Terzieva (BUL) |
| 17 september 2011 16:00 | Danihelková 16' Šturmová 25' Kubešová 56' Bartoňová 70' |       | 64' Giannou | Rakvere, Rakvere Scheidsrechter: Donka Jeleva-Terzieva (BUL) |

|                         |                                                    |       |                           |                                                       |
| 17 september 2011 16:00 | Polen                                              | 4 - 2 | Estland                   | Haapsalu, Haapsalu Scheidsrechter: Eszter Urban (HUN) |
| 17 september 2011 16:00 | Knysak 13' Niciński 21' Guściora 45+1' Cichosz 61' |       | 45' Küppas 62', 66' Lepik | Haapsalu, Haapsalu Scheidsrechter: Eszter Urban (HUN) |

|                         |                                                        |       |          |                                                     |
| 19 september 2011 16:00 | Tsjechië                                               | 6 - 1 | Estland  | Rakvere, Rakvere Scheidsrechter: Eszter Urban (HUN) |
| 19 september 2011 16:00 | Šturmová 54', 73', 90' Bartoňová 55', 85' Malinová 68' |       | 42' Päri | Rakvere, Rakvere Scheidsrechter: Eszter Urban (HUN) |

|                         |        |                                                         |       |                                                       |
| 19 september 2011 16:00 | Cyprus | 0 - 5                                                   | Polen | Haapsalu, Haapsalu Scheidsrechter: Riem Hussein (GER) |
| 19 september 2011 16:00 |        | 12' Jaworek 17', 80' Balcerzak 53' Cichosz 66' Niciński |       | Haapsalu, Haapsalu Scheidsrechter: Riem Hussein (GER) |

|                         |       |                                   |          |                                                              |
| 22 september 2011 16:00 | Polen | 0 - 1                             | Tsjechië | Rakvere, Rakvere Scheidsrechter: Donka Jeleva-Terzieva (BUL) |
| 22 september 2011 16:00 |       | 26' Burešová 19', 90' Danihelková |          | Rakvere, Rakvere Scheidsrechter: Donka Jeleva-Terzieva (BUL) |

|                         |                                 |       |                                |                                                       |
| 22 september 2011 16:00 | Estland                         | 3 - 3 | Cyprus                         | Haapsalu, Haapsalu Scheidsrechter: Riem Hussein (GER) |
| 22 september 2011 16:00 | Päri 39' Toom 54' Kubassova 77' |       | 21' Prodromou 40', 90' Solomou | Haapsalu, Haapsalu Scheidsrechter: Riem Hussein (GER) |

### Groep 4
| Land       | Wedstrijden | Wedstrijden | Wedstrijden | Wedstrijden | Doelpunten | Doelpunten | Doelpunten | Punten |
| ---------- | ----------- | ----------- | ----------- | ----------- | ---------- | ---------- | ---------- | ------ |
| Land       | G           | W           | G           | V           | V          | T          | Saldo      | Punten |
| IJsland    | 3           | 3           | 0           | 0           | 7          | 1          | +6         | 9      |
| Wales      | 3           | 2           | 0           | 1           | 7          | 3          | +4         | 6      |
| Slovenië   | 3           | 1           | 0           | 2           | 5          | 6          | -1         | 3      |
| Kazachstan | 3           | 0           | 0           | 3           | 0          | 9          | -9         | 0      |

|                         |                               |       |           |                                                             |
| 17 september 2011 14:00 | IJsland                       | 2 - 1 | Slovenië  | Hlídarendi, Reykjavik Scheidsrechter: Zuzana Kováčová (SVK) |
| 17 september 2011 14:00 | Óladóttir 41' Gylfadóttir 71' |       | 64' Erman | Hlídarendi, Reykjavik Scheidsrechter: Zuzana Kováčová (SVK) |

|                         |                                  |       |            |                                                                  |
| 17 september 2011 14:00 | Wales                            | 3 - 0 | Kazachstan | Fjölnisvöllur, Reykjavik Scheidsrechter: Danijela Marković (SRB) |
| 17 september 2011 14:00 | Parsons 14' Wynne 60' Curson 85' |       |            | Fjölnisvöllur, Reykjavik Scheidsrechter: Danijela Marković (SRB) |

|                         |                                         |       |            |                                                                |
| 19 september 2011 18:00 | IJsland                                 | 3 - 0 | Kazachstan | Selfossvöllur, Selfoss Scheidsrechter: Danijela Marković (SRB) |
| 19 september 2011 18:00 | Óladóttir 1' Antonsdóttir 26' Shala 44' |       |            | Selfossvöllur, Selfoss Scheidsrechter: Danijela Marković (SRB) |

|                         |          |       |                                            |                                                                 |
| 19 september 2011 18:00 | Slovenië | 1 - 4 | Wales                                      | Sparisjóðsvöllur, Sandgerði Scheidsrechter: Betina Norman (DEN) |
| 19 september 2011 18:00 | Prša 67' |       | 29', 69' Keryakoplis 42' Curson 78' Davies | Sparisjóðsvöllur, Sandgerði Scheidsrechter: Betina Norman (DEN) |

|                         |       |                             |         |                                                               |
| 22 september 2011 18:00 | Wales | 0 - 2                       | IJsland | Fylkisvöllur, Reykjavik Scheidsrechter: Zuzana Kováčová (SVK) |
| 22 september 2011 18:00 |       | 74' Sigfúsdóttir 76' Jensen |         | Fylkisvöllur, Reykjavik Scheidsrechter: Zuzana Kováčová (SVK) |

|                         |            |                             |          |                                                               |
| 22 september 2011 18:00 | Kazachstan | 0 - 3                       | Slovenië | Varmárvöllur, Mosfellsbær Scheidsrechter: Betina Norman (DEN) |
| 22 september 2011 18:00 |            | 19' Uršič 65' Eržen 69' Kos |          | Varmárvöllur, Mosfellsbær Scheidsrechter: Betina Norman (DEN) |

### Groep 5
| Land      | Wedstrijden | Wedstrijden | Wedstrijden | Wedstrijden | Doelpunten | Doelpunten | Doelpunten | Punten |
| --------- | ----------- | ----------- | ----------- | ----------- | ---------- | ---------- | ---------- | ------ |
| Land      | G           | W           | G           | V           | V          | T          | Saldo      | Punten |
| Zweden    | 3           | 3           | 0           | 0           | 11         | 0          | +11        | 9      |
| Servië1   | 3           | 1           | 0           | 2           | 5          | 11         | -6         | 3      |
| Oekraïne  | 3           | 1           | 0           | 2           | 4          | 7          | -3         | 3      |
| Slowakije | 3           | 1           | 0           | 2           | 2          | 4          | -2         | 3      |

1 Servië had in de ontmoetingen met Oekraïne en Slowakije het beste onderlinge resultaat.
|                         |                                                            |       |        |                                                           |
| 17 september 2011 12:00 | Zweden                                                     | 7 - 0 | Servië | Mestský, Bardejov Scheidsrechter: Monika Mularczyk, (POL) |
| 17 september 2011 12:00 | Rubenson 3', 67' Hammarlund 29', 61', 72', 83' Therése 76' |       |        | Mestský, Bardejov Scheidsrechter: Monika Mularczyk, (POL) |

|                         |                          |       |           |                                                                  |
| 17 september 2011 16:00 | Oekraïne                 | 2 - 0 | Slowakije | Steel Aréna, Košice Scheidsrechter: Konstantina Mpoumpouri (GRE) |
| 17 september 2011 16:00 | Tomylko 40' Moloshyk 83' |       |           | Steel Aréna, Košice Scheidsrechter: Konstantina Mpoumpouri (GRE) |

|                         |                      |       |           |                                                                                        |
| 19 september 2011 11:00 | Zweden               | 1 - 0 | Slowakije | Košický štadión Ladislava Trojáka, Košice Scheidsrechter: Konstantina Mpoumpouri (GRE) |
| 19 september 2011 11:00 | Rubensson 25' (pen.) |       |           | Košický štadión Ladislava Trojáka, Košice Scheidsrechter: Konstantina Mpoumpouri (GRE) |

|                         |                                                          |       |                                                  |                                                                   |
| 19 september 2011 16:00 | Servië                                                   | 4 - 2 | Oekraïne                                         | Mestsky Zemplin, Michalovce Scheidsrechter: Lina Lehtovaara (FIN) |
| 19 september 2011 16:00 | Damjanović 24' Savanović 34' Jovanović 42' Stanković 47' |       | 17' Vorontsova 26' Yakovishyn 64', 90+1' Pylypiv | Mestsky Zemplin, Michalovce Scheidsrechter: Lina Lehtovaara (FIN) |

|                         |                                        |       |          |                                                                                   |
| 22 september 2011 11:00 | Zweden                                 | 3 - 0 | Oekraïne | Košický štadión Ladislava Trojáka, Košice Scheidsrechter: Monika Mularczyk, (POL) |
| 22 september 2011 11:00 | Rubensson 37' Sadiku 81' Andersson 87' |       |          | Košický štadión Ladislava Trojáka, Košice Scheidsrechter: Monika Mularczyk, (POL) |

|                         |                      |       |              |                                                           |
| 22 september 2011 11:00 | Slowakije            | 2 - 1 | Servië       | Steel Aréna, Košice Scheidsrechter: Lina Lehtovaara (FIN) |
| 22 september 2011 11:00 | Skácelová 45+1', 75' |       | 56' Čanković | Steel Aréna, Košice Scheidsrechter: Lina Lehtovaara (FIN) |

### Groep 6
| Land       | Wedstrijden | Wedstrijden | Wedstrijden | Wedstrijden | Doelpunten | Doelpunten | Doelpunten | Punten |
| ---------- | ----------- | ----------- | ----------- | ----------- | ---------- | ---------- | ---------- | ------ |
| Land       | G           | W           | G           | V           | V          | T          | Saldo      | Punten |
| Oostenrijk | 3           | 2           | 1           | 0           | 12         | 1          | +11        | 7      |
| Italië     | 3           | 2           | 1           | 0           | 11         | 0          | +11        | 7      |
| Macedonië  | 3           | 1           | 0           | 2           | 9          | 10         | -1         | 3      |
| Armenië    | 3           | 0           | 0           | 3           | 1          | 22         | -21        | 0      |

|                         |                                                           |       |                     |                                                         |
| 17 september 2011 15:00 | Oostenrijk                                                | 5 - 1 | Macedonië           | Mladost, Strumica Scheidsrechter: Sjoukje de Jong (NED) |
| 17 september 2011 15:00 | Tabotta 16' Zadrazil 47', 47' Peintinger 49' Aschauer 73' |       | 89' (pen.) Andonova | Mladost, Strumica Scheidsrechter: Sjoukje de Jong (NED) |

|                         |                                                                                |       |         |                                                                  |
| 17 september 2011 15:00 | Italië                                                                         | 7 - 0 | Armenië | Kukuš Stadium, Strumica Scheidsrechter: Irina Tereshchenko (RUS) |
| 17 september 2011 15:00 | Lecce 24', 45+3' Mason 29', 40' (pen.), 51', 60' (pen.) Alborghetti 70' (pen.) |       |         | Kukuš Stadium, Strumica Scheidsrechter: Irina Tereshchenko (RUS) |

|                         |                                                       |       |         |                                                            |
| 19 september 2011 15:00 | Oostenrijk                                            | 7 - 0 | Armenië | Mladost, Strumica Scheidsrechter: Irina Tereshchenko (RUS) |
| 19 september 2011 15:00 | Babicky 7', 68', 81' Zadrazil 50', 71', 78' Koren 60' |       |         | Mladost, Strumica Scheidsrechter: Irina Tereshchenko (RUS) |

|                         |           |                                             |        |                                                             |
| 19 september 2011 15:00 | Macedonië | 0 - 4                                       | Italië | Kukuš Stadium, Strumica Scheidsrechter: Elia Martinez (ESP) |
| 19 september 2011 15:00 |           | 9' Di Criscio 41', 90+3' Pugnali 43' Moscia |        | Kukuš Stadium, Strumica Scheidsrechter: Elia Martinez (ESP) |

|                         |        |       |            |                                                         |
| 22 september 2011 15:00 | Italië | 0 - 0 | Oostenrijk | Mladost, Strumica Scheidsrechter: Sjoukje de Jong (NED) |
| 22 september 2011 15:00 |        |       |            | Mladost, Strumica Scheidsrechter: Sjoukje de Jong (NED) |

|                         |              |       |                                                                      |                                                             |
| 22 september 2011 15:00 | Armenië      | 1 - 8 | Macedonië                                                            | Kukuš Stadium, Strumica Scheidsrechter: Elia Martinez (ESP) |
| 22 september 2011 15:00 | Sirunyan 57' |       | 6', 19', 37', 45+2', 65' Rochi 40' Andonova 45' Adjuleska 66' Naceva | Kukuš Stadium, Strumica Scheidsrechter: Elia Martinez (ESP) |

### Groep 7
| Land        | Wedstrijden | Wedstrijden | Wedstrijden | Wedstrijden | Doelpunten | Doelpunten | Doelpunten | Punten |
| ----------- | ----------- | ----------- | ----------- | ----------- | ---------- | ---------- | ---------- | ------ |
| Land        | G           | W           | G           | V           | V          | T          | Saldo      | Punten |
| Schotland   | 3           | 2           | 1           | 0           | 14         | 2          | +12        | 7      |
| Finland     | 3           | 2           | 1           | 0           | 5          | 1          | +4         | 7      |
| Faeröer     | 3           | 1           | 0           | 2           | 2          | 13         | -11        | 3      |
| Wit-Rusland | 3           | 0           | 0           | 3           | 2          | 7          | -5         | 0      |

|                         |                                                                                            |       |         |                                                                       |
| 17 september 2011 11:00 | Schotland                                                                                  | 9 - 0 | Faeröer | Puistolan Urheilukentta, Helsinki Scheidsrechter: Ana Jovanović (SRB) |
| 17 september 2011 11:00 | Callaghan 12' Zoltie 17' Clelland 20', 34', 49' McSorley 39' Thomson 64', 81' Richards 78' |       |         | Puistolan Urheilukentta, Helsinki Scheidsrechter: Ana Jovanović (SRB) |

|                         |              |       |             |                                                                                    |
| 17 september 2011 15:00 | Finland      | 1 - 0 | Wit-Rusland | Puistolan Urheilukentta, Helsinki Scheidsrechter: Mihaela Gurdon Basimamovic (CRO) |
| 17 september 2011 15:00 | Koivisto 75' |       |             | Puistolan Urheilukentta, Helsinki Scheidsrechter: Mihaela Gurdon Basimamovic (CRO) |

|                         |                                                 |       |                                            |                                                            |
| 19 september 2011 13:00 | Wit-Rusland                                     | 1 - 4 | Schotland                                  | Pallokentta, Helsinki Scheidsrechter: Linn Andersson (SWE) |
| 19 september 2011 13:00 | Krasnova 63' Voskobovich 71' Dubovik 19', 90+2' |       | 16' McSorley 51', 73' (pen.), 79' Clelland | Pallokentta, Helsinki Scheidsrechter: Linn Andersson (SWE) |

|                         |                             |       |         |                                                           |
| 19 september 2011 18:00 | Finland                     | 3 - 0 | Faeröer | Pallokentta, Helsinki Scheidsrechter: Ana Jovanović (SRB) |
| 19 september 2011 18:00 | Engman 33', 80' Norrena 42' |       |         | Pallokentta, Helsinki Scheidsrechter: Ana Jovanović (SRB) |

|                         |            |       |              |                                                                                      |
| 22 september 2011 17:30 | Schotland  | 1 - 1 | Finland      | Kauriala Urheilukenttä, Hameenlinna Scheidsrechter: Mihaela Gurdon Basimamovic (CRO) |
| 22 september 2011 17:30 | Fulton 44' |       | 75' Koivisto | Kauriala Urheilukenttä, Hameenlinna Scheidsrechter: Mihaela Gurdon Basimamovic (CRO) |

|                         |                                 |       |             |                                                            |
| 22 september 2011 17:30 | Faeröer                         | 2 - 1 | Wit-Rusland | Pallokentta, Helsinki Scheidsrechter: Linn Andersson (SWE) |
| 22 september 2011 17:30 | Sevdal 34' (pen.) Magnussen 45' |       | 11' Kozyupa | Pallokentta, Helsinki Scheidsrechter: Linn Andersson (SWE) |

### Groep 8
| Land        | Wedstrijden | Wedstrijden | Wedstrijden | Wedstrijden | Doelpunten | Doelpunten | Doelpunten | Punten |
| ----------- | ----------- | ----------- | ----------- | ----------- | ---------- | ---------- | ---------- | ------ |
| Land        | G           | W           | G           | V           | V          | T          | Saldo      | Punten |
| Denemarken  | 3           | 3           | 0           | 0           | 18         | 0          | +18        | 9      |
| Rusland     | 3           | 1           | 1           | 1           | 8          | 3          | +5         | 4      |
| Griekenland | 3           | 1           | 1           | 1           | 7          | 9          | -2         | 4      |
| Letland     | 3           | 0           | 0           | 3           | 1          | 22         | -21        | 0      |

|                         |                                                                                         |       |          |                                                                                       |
| 17 september 2011 12:00 | Rusland                                                                                 | 7 – 1 | Letland  | Sport centre Arkadija stadium, Riga Scheidsrechter: Berta Maria Correia Tavares (POR) |
| 17 september 2011 12:00 | Pantyukhina 6' Sokolova 27' Kiskonen 49', 80' Blynskaya 57' Veselukha 81' Efimova 90+1' |       | 12' Lūse | Sport centre Arkadija stadium, Riga Scheidsrechter: Berta Maria Correia Tavares (POR) |

|                         |                                                                                       |       |             |                                                                        |
| 17 september 2011 18:00 | Denemarken                                                                            | 8 – 0 | Griekenland | Sport centre Arkadija stadium, Riga Scheidsrechter: Dilan Gökçek (TUR) |
| 17 september 2011 18:00 | Andersen 8', 39' Jensen 36' Smidt Nielsen 38' Madsen 49' Jans 60' Gewitz 74' Rask 77' |       |             | Sport centre Arkadija stadium, Riga Scheidsrechter: Dilan Gökçek (TUR) |

|                         |             |       |            |                                                                            |
| 19 september 2011 12:00 | Griekenland | 1 – 1 | Rusland    | Sport centre Arkadija stadium, Riga Scheidsrechter: Nelli Stepanyan, (ARM) |
| 19 september 2011 12:00 | Mitkou 33'  |       | 27' Orlova | Sport centre Arkadija stadium, Riga Scheidsrechter: Nelli Stepanyan, (ARM) |

|                         |                                                                              |       |         |                                                                                       |
| 19 september 2011 18:00 | Denemarken                                                                   | 9 – 0 | Letland | Sport centre Arkadija stadium, Riga Scheidsrechter: Berta Maria Correia Tavares (POR) |
| 19 september 2011 18:00 | Andersen 10', 21' Rask 24' Bovbjerg 36', 38', 55', 62' Gewitz 44' Madsen 70' |       |         | Sport centre Arkadija stadium, Riga Scheidsrechter: Berta Maria Correia Tavares (POR) |

|                         |         |            |            |                                                                  |
| 22 september 2011 16:00 | Rusland | 0 – 1      | Denemarken | Ogres pilsētas stadions, Ogre Scheidsrechter: Dilan Gökçek (TUR) |
| 22 september 2011 16:00 |         | 18' Gewitz |            | Ogres pilsētas stadions, Ogre Scheidsrechter: Dilan Gökçek (TUR) |

|                         |         |                                                                   |             |                                                                           |
| 22 september 2011 16:00 | Letland | 0 – 6                                                             | Griekenland | Sport centre Arkadija stadium, Riga Scheidsrechter: Nelli Stepanyan (ARM) |
| 22 september 2011 16:00 |         | 9' Kydonaki 11' Parmaxi 30' Vardali 35', 89' Kokoviadou 79' Logou |             | Sport centre Arkadija stadium, Riga Scheidsrechter: Nelli Stepanyan (ARM) |

### Groep 9
| Land          | Wedstrijden | Wedstrijden | Wedstrijden | Wedstrijden | Doelpunten | Doelpunten | Doelpunten | Punten |
| ------------- | ----------- | ----------- | ----------- | ----------- | ---------- | ---------- | ---------- | ------ |
| Land          | G           | W           | G           | V           | V          | T          | Saldo      | Punten |
| België        | 3           | 2           | 1           | 0           | 9          | 2          | +7         | 7      |
| Roemenië      | 3           | 2           | 0           | 1           | 10         | 2          | +8         | 6      |
| Noord-Ierland | 3           | 1           | 1           | 1           | 5          | 4          | +1         | 4      |
| Litouwen      | 3           | 0           | 0           | 3           | 1          | 17         | -16        | 0      |

|                         |          |       |               |                                                                |
| 17 september 2011 16:00 | België   | 1 - 1 | Noord-Ierland | RVC Hoboken, Hoboken Scheidsrechter: Natalia Aleksakhina (UKR) |
| 17 september 2011 16:00 | Muni 55' |       | 87' Campbell  | RVC Hoboken, Hoboken Scheidsrechter: Natalia Aleksakhina (UKR) |

|                         |                                                     |       |          |                                                                             |
| 17 september 2011 19:30 | Roemenië                                            | 7 - 0 | Litouwen | Openluchtsportcentrum Fort VI, Wilrijk Scheidsrechter: Vivian Peeters (NED) |
| 17 september 2011 19:30 | Lanca 5', 46', 50', 54', 60', 65' Vătafu 89' (pen.) |       |          | Openluchtsportcentrum Fort VI, Wilrijk Scheidsrechter: Vivian Peeters (NED) |

|                         |               |                     |          |                                                          |
| 19 september 2011 16:00 | Noord-Ierland | 0 - 3               | Roemenië | RVC Hoboken, Hoboken Scheidsrechter: Justyna Zajac (POL) |
| 19 september 2011 16:00 |               | 15', 62', 84' Lunca |          | RVC Hoboken, Hoboken Scheidsrechter: Justyna Zajac (POL) |

|                         |                                                        |       |                  |                                                            |
| 19 september 2011 19:30 | België                                                 | 6 - 1 | Litouwen         | K.Kontich FC, Kontich Scheidsrechter: Vivian Peeters (NED) |
| 19 september 2011 19:30 | Muni 9', 21' Charlier 41', 89' Mignon 45+2' Deneve 48' |       | 19' Adamavičiūtė | K.Kontich FC, Kontich Scheidsrechter: Vivian Peeters (NED) |

|                         |          |                  |        |                                                                                  |
| 22 september 2011 19:00 | Roemenië | 0 - 2            | België | Openluchtsportcentrum Fort VI, Wilrijk Scheidsrechter: Natalia Aleksakhina (UKR) |
| 22 september 2011 19:00 |          | 23' Aga 47' Muni |        | Openluchtsportcentrum Fort VI, Wilrijk Scheidsrechter: Natalia Aleksakhina (UKR) |

|                         |          |                                              |               |                                                           |
| 22 september 2011 19:00 | Litouwen | 0 - 4                                        | Noord-Ierland | K.Kontich FC, Kontich Scheidsrechter: Justyna Zajac (POL) |
| 22 september 2011 19:00 |          | 45' Nicholas 45+3', 90+1' Graham 51' Brennan |               | K.Kontich FC, Kontich Scheidsrechter: Justyna Zajac (POL) |

### Groep 10
| Land                  | Wedstrijden | Wedstrijden | Wedstrijden | Wedstrijden | Doelpunten | Doelpunten | Doelpunten | Punten |
| --------------------- | ----------- | ----------- | ----------- | ----------- | ---------- | ---------- | ---------- | ------ |
| Land                  | G           | W           | G           | V           | V          | T          | Saldo      | Punten |
| Spanje                | 3           | 3           | 0           | 0           | 20         | 0          | +20        | 9      |
| Zwitserland           | 3           | 2           | 0           | 1           | 11         | 3          | +8         | 6      |
| Bosnië en Herzegovina | 3           | 1           | 0           | 2           | 2          | 16         | -14        | 3      |
| Moldavië              | 3           | 0           | 0           | 3           | 0          | 14         | -14        | 0      |

|                         |                                                                                |       |                       |                                                             |
| 17 september 2011 15:00 | Spanje                                                                         | 9 - 0 | Bosnië en Herzegovina | Grbavica, Sarajevo Scheidsrechter: Florence Guillemin (FRA) |
| 17 september 2011 15:00 | Calderón 14' Sampedro 24', 56' Pinel 38', 44' Ortiz 54', 55', 83' Putellas 69' |       |                       | Grbavica, Sarajevo Scheidsrechter: Florence Guillemin (FRA) |

|                         |                                                   |       |          |                                                                |
| 17 september 2011 15:00 | Zwitserland                                       | 4 - 0 | Moldavië | SRC Slavija, Sarajevo Scheidsrechter: Giovanna Farinelli (ITA) |
| 17 september 2011 15:00 | Bernet 9' Aigbogun 28' Gensetter 41' Brülhart 50' |       |          | SRC Slavija, Sarajevo Scheidsrechter: Giovanna Farinelli (ITA) |

|                         |                                                                        |       |                     |                                                                |
| 19 september 2011 15:00 | Spanje                                                                 | 8 - 0 | Moldavië            | SRC Slavija, Sarajevo Scheidsrechter: Giovanna Farinelli (ITA) |
| 19 september 2011 15:00 | Lázaro 39', 75' Gema 48', 66', 78' Pérez 51' Sampedro 83' García 90+1' |       | 80', 90+6' Munteanu | SRC Slavija, Sarajevo Scheidsrechter: Giovanna Farinelli (ITA) |

|                         |                       |                                                                                   |             |                                                     |
| 19 september 2011 15:00 | Bosnië en Herzegovina | 0 - 7                                                                             | Zwitserland | Grbavica, Sarajevo Scheidsrechter: Marte Sørø (NOR) |
| 19 september 2011 15:00 |                       | 15' (pen.) Gerber 29', 37', 85' Aigbogun 34' Fässler 43', e.d.' Hadžić 73' Herzog |             | Grbavica, Sarajevo Scheidsrechter: Marte Sørø (NOR) |

|                         |             |                                      |        |                                                             |
| 22 september 2011 15:00 | Zwitserland | 0 - 3                                | Spanje | Grbavica, Sarajevo Scheidsrechter: Florence Guillemin (FRA) |
| 22 september 2011 15:00 |             | 31' Andrés 65' Sampedro 66' Putellas |        | Grbavica, Sarajevo Scheidsrechter: Florence Guillemin (FRA) |

|                         |                  |       |                       |                                                        |
| 22 september 2011 15:00 | Moldavië         | 0 - 2 | Bosnië en Herzegovina | SRC Slavija, Sarajevo Scheidsrechter: Marte Sørø (NOR) |
| 22 september 2011 15:00 | Zatuşevscaia 45' |       | 35', 54' Kadrić       | SRC Slavija, Sarajevo Scheidsrechter: Marte Sørø (NOR) |

### Ranglijst nummers drie
In de ranglijst van de nummers drie gold alleen het resultaat tegen de nummers één en twee van de groep. Het resultaat tegen de nummer laatst verviel. De beste nummer drie, Noord-Ierland, ging evenals de nummers één en twee door naar de tweede kwalificatieronde.
| Groep | Land                  | Wedstrijden | Wedstrijden | Wedstrijden | Wedstrijden | Doelpunten | Doelpunten | Doelpunten | Punten |
| ----- | --------------------- | ----------- | ----------- | ----------- | ----------- | ---------- | ---------- | ---------- | ------ |
| Groep | Land                  | G           | W           | G           | V           | V          | T          | Saldo      | Punten |
| 9     | Noord-Ierland         | 2           | 0           | 1           | 1           | 1          | 4          | -3         | 1      |
| 2     | Hongarije             | 2           | 0           | 1           | 1           | 3          | 9          | -6         | 1      |
| 8     | Griekenland           | 2           | 0           | 1           | 1           | 1          | 9          | -8         | 1      |
| 4     | Slovenië              | 2           | 0           | 0           | 2           | 2          | 6          | -4         | 0      |
| 5     | Oekraïne              | 2           | 0           | 0           | 2           | 2          | 7          | -5         | 0      |
| 3     | Estland               | 2           | 0           | 0           | 2           | 3          | 10         | -7         | 0      |
| 6     | Macedonië             | 2           | 0           | 0           | 2           | 1          | 9          | -8         | 0      |
| 1     | Kroatië               | 2           | 0           | 0           | 2           | 2          | 12         | -10        | 0      |
| 7     | Faeröer               | 2           | 0           | 0           | 2           | 0          | 12         | -12        | 0      |
| 10    | Bosnië en Herzegovina | 2           | 0           | 0           | 2           | 0          | 16         | -16        | 0      |

## Tweede kwalificatieronde
De loting voor de tweede kwalificatieronde vond plaats op 15 november 2011. Duitsland, Frankrijk en Engeland stroomden in deze ronde in. De winnaars van de zes groepen gingen door naar het hoofdtoernooi, alsmede de beste nummer twee. Daarvoor werd gekeken naar de resultaten behaald tegen de nummer één en drie.
N.B. alle tijden zijn in MEZT.

### Groep 1
| Land      | Wedstrijden | Wedstrijden | Wedstrijden | Wedstrijden | Doelpunten | Doelpunten | Doelpunten | Punten |
| --------- | ----------- | ----------- | ----------- | ----------- | ---------- | ---------- | ---------- | ------ |
| Land      | G           | W           | G           | V           | V          | T          | Saldo      | Punten |
| Portugal  | 3           | 2           | 0           | 1           | 7          | 5          | +2         | 6      |
| Noorwegen | 3           | 2           | 0           | 1           | 7          | 5          | +2         | 6      |
| België    | 3           | 1           | 0           | 2           | 4          | 5          | -1         | 3      |
| Tsjechië  | 3           | 1           | 0           | 2           | 5          | 8          | -3         | 3      |

|                     |                                  |         |        |                                                                      |
| 31 maart 2012 16:00 | Noorwegen                        | 3 - 0   | België | Complex Desportivo da Tocha, Tocha Scheidsrechter: Morag Pirie (SCO) |
| 31 maart 2012 16:00 | Reiten 4' Hansen 16' Søndenå 25' | Verslag |        | Complex Desportivo da Tocha, Tocha Scheidsrechter: Morag Pirie (SCO) |

|                     |                                                 |         |                            |                                                                            |
| 31 maart 2012 18:00 | Tsjechië                                        | 3 - 2   | Portugal                   | Municipal Sergio Conceicao, Coimbra Scheidsrechter: Simona Ghisletta (SUI) |
| 31 maart 2012 18:00 | Bartoňová 6', 61' Kubešová 20' Krejčiříková 28' | Verslag | 21' Gomes 26' V. Rodrigues | Municipal Sergio Conceicao, Coimbra Scheidsrechter: Simona Ghisletta (SUI) |

|                    |                                               |         |          |                                                                    |
| 2 april 2012 16:00 | België                                        | 3 - 0   | Tsjechië | Dr. Américo Couto, Mealhada Scheidsrechter: Simona Ghisletta (SUI) |
| 2 april 2012 16:00 | Van Den Abbeele 45+1' Schrijvers 65' Muni 70' | Verslag |          | Dr. Américo Couto, Mealhada Scheidsrechter: Simona Ghisletta (SUI) |

|                    |            |         |                                     |                                                                        |
| 2 april 2012 18:00 | Noorwegen  | 1 - 3   | Portugal                            | Municipal Sergio Conceicao, Coimbra Scheidsrechter: Dilan Gökçek (TUR) |
| 2 april 2012 18:00 | Haavik 85' | Verslag | 14' Malho 24' Gonçalves 90+2' Silva | Municipal Sergio Conceicao, Coimbra Scheidsrechter: Dilan Gökçek (TUR) |

|                    |                               |         |                                     |                                                                      |
| 5 april 2012 15:00 | Tsjechië                      | 2 - 3   | Noorwegen                           | Complex Desportivo da Tocha, Tocha Scheidsrechter: Morag Pirie (SCO) |
| 5 april 2012 15:00 | Krejčiříková 15' Šturmová 89' | Verslag | 63' Hansen 79' Ludvigsen 90+2' Thun | Complex Desportivo da Tocha, Tocha Scheidsrechter: Morag Pirie (SCO) |

|                    |                            |         |               |                                                                       |
| 5 april 2012 15:00 | Portugal                   | 2 - 1   | België        | José Bento Pessoa, Figueira da Foz Scheidsrechter: Dilan Gökçek (TUR) |
| 5 april 2012 15:00 | Malho 21' V. Rodrigues 89' | Verslag | 40' Van Loock | José Bento Pessoa, Figueira da Foz Scheidsrechter: Dilan Gökçek (TUR) |

### Groep 2
| Land          | Wedstrijden | Wedstrijden | Wedstrijden | Wedstrijden | Doelpunten | Doelpunten | Doelpunten | Punten |
| ------------- | ----------- | ----------- | ----------- | ----------- | ---------- | ---------- | ---------- | ------ |
| Land          | G           | W           | G           | V           | V          | T          | Saldo      | Punten |
| Zweden        | 3           | 3           | 0           | 0           | 7          | 1          | +6         | 9      |
| Duitsland     | 3           | 2           | 0           | 1           | 4          | 1          | +3         | 6      |
| Noord-Ierland | 3           | 1           | 0           | 2           | 3          | 5          | -2         | 3      |
| Polen         | 3           | 0           | 0           | 3           | 1          | 8          | -7         | 0      |

|                     |                                     |         |               |                                                |
| 31 maart 2012 16:00 | Zweden                              | 3 - 0   | Noord-Ierland | Behrn, Örebro Scheidsrechter: Amy Rayner (ENG) |
| 31 maart 2012 16:00 | Rubensson 58' Therése 80' Rolfö 83' | Verslag |               | Behrn, Örebro Scheidsrechter: Amy Rayner (ENG) |

|                     |                        |         |       |                                                                |
| 31 maart 2012 19:00 | Duitsland              | 2 - 0   | Polen | Tunavallen, Eskilstuna Scheidsrechter: Dimitrina Milkova (BUL) |
| 31 maart 2012 19:00 | Leiding 58' Cramer 67' | Verslag |       | Tunavallen, Eskilstuna Scheidsrechter: Dimitrina Milkova (BUL) |

|                    |                        |         |               |                                                            |
| 2 april 2012 16:00 | Duitsland              | 2 - 0   | Noord-Ierland | Swedbank Park, Västerås Scheidsrechter: Leen Martens (BEL) |
| 2 april 2012 16:00 | Cramer 20' Leupolz 65' | Verslag |               | Swedbank Park, Västerås Scheidsrechter: Leen Martens (BEL) |

|                    |                   |         |                         |                                                                |
| 2 april 2012 18:00 | Polen             | 1 - 3   | Zweden                  | Tunavallen, Eskilstuna Scheidsrechter: Dimitrina Milkova (BUL) |
| 2 april 2012 18:00 | Knysak 26' (pen.) | Verslag | 30', 57', 79' Rubensson | Tunavallen, Eskilstuna Scheidsrechter: Dimitrina Milkova (BUL) |

|                    |                |         |           |                                                          |
| 5 april 2012 15:00 | Zweden         | 1 - 0   | Duitsland | Swedbank Park, Västerås Scheidsrechter: Amy Rayner (ENG) |
| 5 april 2012 15:00 | Hammarlund 36' | Verslag |           | Swedbank Park, Västerås Scheidsrechter: Amy Rayner (ENG) |

|                    |                                  |         |       |                                                  |
| 5 april 2012 15:00 | Noord-Ierland                    | 3 - 0   | Polen | Behrn, Örebro Scheidsrechter: Leen Martens (BEL) |
| 5 april 2012 15:00 | McGuinness 22', 47' Lennon 90+1' | Verslag |       | Behrn, Örebro Scheidsrechter: Leen Martens (BEL) |

### Groep 3
| Land      | Wedstrijden | Wedstrijden | Wedstrijden | Wedstrijden | Doelpunten | Doelpunten | Doelpunten | Punten |
| --------- | ----------- | ----------- | ----------- | ----------- | ---------- | ---------- | ---------- | ------ |
| Land      | G           | W           | G           | V           | V          | T          | Saldo      | Punten |
| Roemenië  | 3           | 2           | 1           | 0           | 4          | 1          | +3         | 7      |
| Frankrijk | 3           | 2           | 0           | 1           | 2          | 1          | +1         | 6      |
| Nederland | 3           | 0           | 2           | 1           | 2          | 3          | -1         | 2      |
| IJsland   | 3           | 0           | 1           | 2           | 1          | 4          | -3         | 1      |

|                     |           |         |             |                                                                        |
| 31 maart 2012 15:00 | Frankrijk | 0 - 1   | Roemenië    | Sportpark RKSV Nuenen, Nuenen Scheidsrechter: Gordana Kuzmanović (SRB) |
| 31 maart 2012 15:00 |           | Verslag | 81' Herczeg | Sportpark RKSV Nuenen, Nuenen Scheidsrechter: Gordana Kuzmanović (SRB) |

|                     |              |         |              |                                                                      |
| 31 maart 2012 17:00 | IJsland      | 1 - 1   | Nederland    | Sportpark De Zwaaier, Werkendam Scheidsrechter: Linn Andersson (SWE) |
| 31 maart 2012 17:00 | Pedersen 35' | Verslag | 78' Kuijpers | Sportpark De Zwaaier, Werkendam Scheidsrechter: Linn Andersson (SWE) |

|                    |                       |         |         |                                                                        |
| 2 april 2012 17:00 | Roemenië              | 2 - 0   | IJsland | Sportpark De Zwaaier, Werkendam Scheidsrechter: Monika Mularczyk (POL) |
| 2 april 2012 17:00 | Herczeg 3' Vătafu 75' | Verslag |         | Sportpark De Zwaaier, Werkendam Scheidsrechter: Monika Mularczyk (POL) |

|                    |            |         |           |                                                                    |
| 2 april 2012 19:00 | Frankrijk  | 1 - 0   | Nederland | Sportpark RKSV Nuenen, Nuenen Scheidsrechter: Linn Andersson (SWE) |
| 2 april 2012 19:00 | Asseyi 82' | Verslag |           | Sportpark RKSV Nuenen, Nuenen Scheidsrechter: Linn Andersson (SWE) |

|                    |         |         |           |                                                                          |
| 5 april 2012 15:00 | IJsland | 0 - 1   | Frankrijk | Sportpark De Zwaaier, Werkendam Scheidsrechter: Gordana Kuzmanović (SRB) |
| 5 april 2012 15:00 |         | Verslag | 8' Leroy  | Sportpark De Zwaaier, Werkendam Scheidsrechter: Gordana Kuzmanović (SRB) |

|                    |           |         |           |                                                                      |
| 5 april 2012 15:00 | Nederland | 1 - 1   | Roemenië  | Sportpark RKSV Nuenen, Nuenen Scheidsrechter: Monika Mularczyk (POL) |
| 5 april 2012 15:00 | Becx 89'  | Verslag | 44' Lunca | Sportpark RKSV Nuenen, Nuenen Scheidsrechter: Monika Mularczyk (POL) |

### Groep 4
| Land        | Wedstrijden | Wedstrijden | Wedstrijden | Wedstrijden | Doelpunten | Doelpunten | Doelpunten | Punten |
| ----------- | ----------- | ----------- | ----------- | ----------- | ---------- | ---------- | ---------- | ------ |
| Land        | G           | W           | G           | V           | V          | T          | Saldo      | Punten |
| Servië      | 3           | 3           | 0           | 0           | 7          | 2          | +5         | 9      |
| Denemarken  | 3           | 2           | 0           | 1           | 7          | 4          | +3         | 6      |
| Zwitserland | 3           | 1           | 0           | 2           | 2          | 4          | -2         | 3      |
| Ierland     | 3           | 0           | 0           | 3           | 0          | 6          | -6         | 0      |

|                     |                                        |         |             |                                                     |
| 31 maart 2012 15:00 | Denemarken                             | 3 – 0   | Zwitserland | Suvača, Pećinci Scheidsrechter: Elia Martinez (ESP) |
| 31 maart 2012 15:00 | Andersen 28' (pen.), 55' Schneider 79' | Verslag |             | Suvača, Pećinci Scheidsrechter: Elia Martinez (ESP) |

|                     |         |         |                              |                                                                     |
| 31 maart 2012 15:00 | Ierland | 0 – 2   | Servië                       | Stadion Srem Jakovo, Belgrado Scheidsrechter: Zuzana Kováčová (SVK) |
| 31 maart 2012 15:00 |         | Verslag | 75' Čanković 90' Damnjanović | Stadion Srem Jakovo, Belgrado Scheidsrechter: Zuzana Kováčová (SVK) |

|                    |                   |         |                                              |                                                          |
| 2 april 2012 15:00 | Denemarken        | 2 – 4   | Servië                                       | Suvača, Pećinci Scheidsrechter: Sandra Braz Bastos (POR) |
| 2 april 2012 15:00 | Andersen 41', 56' | Verslag | 14' Čubrilo 22', 79' Damjanović 59' Čanković | Suvača, Pećinci Scheidsrechter: Sandra Braz Bastos (POR) |

|                    |                         |         |         |                                                                     |
| 2 april 2012 15:00 | Zwitserland             | 2 – 0   | Ierland | Stadion Srem Jakovo, Belgrado Scheidsrechter: Zuzana Kováčová (SVK) |
| 2 april 2012 15:00 | Aigbogun 41' Selimi 84' | Verslag |         | Stadion Srem Jakovo, Belgrado Scheidsrechter: Zuzana Kováčová (SVK) |

|                    |         |         |                                |                                                     |
| 5 april 2012 15:00 | Ierland | 0 – 2   | Denemarken                     | Suvača, Pećinci Scheidsrechter: Elia Martinez (ESP) |
| 5 april 2012 15:00 |         | Verslag | 56' Smidt Nielsen 60' Andersen | Suvača, Pećinci Scheidsrechter: Elia Martinez (ESP) |

|                    |                   |         |             |                                                                        |
| 5 april 2012 15:00 | Servië            | 1 – 0   | Zwitserland | Stadion Srem Jakovo, Belgrado Scheidsrechter: Sandra Braz Bastos (POR) |
| 5 april 2012 15:00 | N. Damjanović 50' | Verslag |             | Stadion Srem Jakovo, Belgrado Scheidsrechter: Sandra Braz Bastos (POR) |

### Groep 5
| Land      | Wedstrijden | Wedstrijden | Wedstrijden | Wedstrijden | Doelpunten | Doelpunten | Doelpunten | Punten |
| --------- | ----------- | ----------- | ----------- | ----------- | ---------- | ---------- | ---------- | ------ |
| Land      | G           | W           | G           | V           | V          | T          | Saldo      | Punten |
| Spanje    | 3           | 3           | 0           | 0           | 11         | 2          | +9         | 9      |
| Italië    | 3           | 2           | 0           | 1           | 5          | 6          | -1         | 6      |
| Schotland | 3           | 1           | 0           | 2           | 5          | 7          | -2         | 3      |
| Rusland   | 3           | 0           | 0           | 3           | 0          | 6          | -6         | 0      |

|                     |                                         |         |        |                                                          |
| 31 maart 2012 10:00 | Spanje                                  | 4 - 0   | Italië | Sputnik-Sport, Sotsji Scheidsrechter: Riem Hussein (GER) |
| 31 maart 2012 10:00 | Pinel 35', 40' Calderón 51' Ortiz 90+2' | Verslag |        | Sputnik-Sport, Sotsji Scheidsrechter: Riem Hussein (GER) |

|                     |              |         |         |                                                             |
| 31 maart 2012 14:30 | Schotland    | 1 - 0   | Rusland | Sputnik-Sport, Sotsji Scheidsrechter: Lina Lehtovaara (FIN) |
| 31 maart 2012 14:30 | Richards 21' | Verslag |         | Sputnik-Sport, Sotsji Scheidsrechter: Lina Lehtovaara (FIN) |

|                    |                                                    |         |         |                                                           |
| 3 april 2012 10:00 | Spanje                                             | 4 - 0   | Rusland | Sputnik-Sport, Sotsji Scheidsrechter: Betina Norman (DEN) |
| 3 april 2012 10:00 | Sampedro 24', 30' Putellas 41' Calderón 54' (pen.) | Verslag |         | Sputnik-Sport, Sotsji Scheidsrechter: Betina Norman (DEN) |

|                    |                                       |         |                         |                                                             |
| 3 april 2012 14:30 | Italië                                | 4 - 2   | Schotland               | Sputnik-Sport, Sotsji Scheidsrechter: Lina Lehtovaara (FIN) |
| 3 april 2012 14:30 | Alborghetti 18', 90' Coppola 39', 43' | Verslag | 30' McSorley 68' Emslie | Sputnik-Sport, Sotsji Scheidsrechter: Lina Lehtovaara (FIN) |

|                    |                          |         |                                    |                                                              |
| 5 april 2012 17:00 | Schotland                | 2 - 3   | Spanje                             | Istochnik stadium, Sotsji Scheidsrechter: Riem Hussein (GER) |
| 5 april 2012 17:00 | Craig 64' Clelland 90+3' | Verslag | 28' García 51' Putellas 66' Lázaro | Istochnik stadium, Sotsji Scheidsrechter: Riem Hussein (GER) |

|                    |         |         |                        |                                                           |
| 5 april 2012 17:00 | Rusland | 0 - 1   | Italië                 | Sputnik-Sport, Sotsji Scheidsrechter: Betina Norman (DEN) |
| 5 april 2012 17:00 |         | Verslag | Alborghetti 81' (pen.) | Sputnik-Sport, Sotsji Scheidsrechter: Betina Norman (DEN) |

### Groep 6
| Land       | Wedstrijden | Wedstrijden | Wedstrijden | Wedstrijden | Doelpunten | Doelpunten | Doelpunten | Punten |
| ---------- | ----------- | ----------- | ----------- | ----------- | ---------- | ---------- | ---------- | ------ |
| Land       | G           | W           | G           | V           | V          | T          | Saldo      | Punten |
| Engeland   | 3           | 3           | 0           | 0           | 8          | 0          | +8         | 9      |
| Wales2     | 3           | 1           | 0           | 2           | 3          | 8          | -5         | 3      |
| Oostenrijk | 3           | 1           | 0           | 2           | 2          | 3          | -1         | 3      |
| Finland    | 3           | 1           | 0           | 2           | 2          | 4          | -2         | 3      |

2 Wales had in de ontmoetingen met Oostenrijk en Finland het beste onderlinge resultaat.
|                     |            |         |                    |                                                                                      |
| 31 maart 2012 15:00 | Oostenrijk | 0 - 2   | Wales              | Rapid Solicitors Stadium, North Ferriby Scheidsrechter: Anastasia Pustovoitova (RUS) |
| 31 maart 2012 15:00 |            | Verslag | 29' Price 33' Ladd | Rapid Solicitors Stadium, North Ferriby Scheidsrechter: Anastasia Pustovoitova (RUS) |

|                     |            |         |         |                                                                  |
| 31 maart 2012 20:00 | Engeland   | 1 - 0   | Finland | Glanford Park, Scunthorpe Scheidsrechter: Knarik Grigoryan (ARM) |
| 31 maart 2012 20:00 | Parris 63' | Verslag |         | Glanford Park, Scunthorpe Scheidsrechter: Knarik Grigoryan (ARM) |

|                    |         |       |            |                                                                     |
| 2 april 2012 15:00 | Finland | 0 - 2 | Oostenrijk | Blundell Park, Cleethorpes Scheidsrechter: Florence Guillemin (FRA) |
| 2 april 2012 15:00 | Verslag |       |            | Blundell Park, Cleethorpes Scheidsrechter: Florence Guillemin (FRA) |

|                    |                                                   |         |       |                                                             |
| 2 april 2012 20:00 | Engeland                                          | 6 - 0   | Wales | Sincil Bank, Lincoln Scheidsrechter: Knarik Grigoryan (ARM) |
| 2 april 2012 20:00 | England 41', 74' Parris 44', 47', 69' McCue 45+2' | Verslag |       | Sincil Bank, Lincoln Scheidsrechter: Knarik Grigoryan (ARM) |

|                    |            |         |            |                                                                         |
| 5 april 2012 15:00 | Oostenrijk | 0 - 1   | Engeland   | Blundell Park, Cleethorpes Scheidsrechter: Anastasia Pustovoitova (RUS) |
| 5 april 2012 15:00 |            | Verslag | 19' Carter | Blundell Park, Cleethorpes Scheidsrechter: Anastasia Pustovoitova (RUS) |

|                    |           |         |                       |                                                                    |
| 5 april 2012 15:00 | Wales     | 1 - 2   | Finland               | Glanford Park, Scunthorpe Scheidsrechter: Florence Guillemin (FRA) |
| 5 april 2012 15:00 | Price 56' | Verslag | 62' Heroum 90' Huusko | Glanford Park, Scunthorpe Scheidsrechter: Florence Guillemin (FRA) |

### Ranglijst nummers twee
In de ranglijst van de nummers twee gold alleen het resultaat tegen de nummers één en drie van de groep. Het resultaat tegen de nummer laatst verviel. De beste nummer twee, Denemarken, ging evenals de nummers één door naar het eindtoernooi in Turkije.
| Groep | Land       | Wedstrijden | Wedstrijden | Wedstrijden | Wedstrijden | Doelpunten | Doelpunten | Doelpunten | Punten |
| ----- | ---------- | ----------- | ----------- | ----------- | ----------- | ---------- | ---------- | ---------- | ------ |
| Groep | Land       | G           | W           | G           | V           | V          | T          | Saldo      | Punten |
| 4     | Denemarken | 2           | 1           | 0           | 1           | 5          | 4          | +1         | 3      |
| 1     | Noorwegen  | 2           | 1           | 0           | 1           | 4          | 3          | +1         | 3      |
| 2     | Duitsland  | 2           | 1           | 0           | 1           | 2          | 1          | +1         | 3      |
| 3     | Frankrijk  | 2           | 1           | 0           | 1           | 1          | 1          | 0          | 3      |
| 5     | Italië     | 2           | 1           | 0           | 1           | 4          | 6          | -2         | 3      |
| 6     | Wales      | 2           | 1           | 0           | 1           | 2          | 6          | -4         | 3      |

1998 · 
Zweden 1999 · 
Frankrijk 2000 · 
Noorwegen 2001 · 
Zweden 2002 · 
Duitsland 2003 · 
Finland 2004 · 
Hongarije 2005 · 
Zwitserland 2006 · 
IJsland 2007 · 
Frankrijk 2008 · 
Wit-Rusland 2009 · 
Macedonië 2010 · 
Italië 2011 · 
Turkije 2012 · 
Wales 2013 ·
Noorwegen 2014 ·
Israël 2015 ·
Slowakije 2016 ·
Noord-Ierland 2017 ·
Zwitserland 2018 ·
Schotland 2019 ·
Georgië 2020·
Wit-Rusland 2021 ·
Tsjechië 2022 ·
België 2023 ·
Litouwen 2024 ·
Wit-Rusland 2025 ·